# PStB 3 bis 5, 8 bis 10
PStB 3II bis 5II und 8 bis 10 ist die Bezeichnung zweiachsiger Trambahnlokomotiven der meterspurigen Plettenberger Straßenbahn.

## Geschichte
Die seit 1896 bestehende Plettenberger Straßenbahn (P.St.B.) – ab 1942 Plettenberger Kleinbahn – im Sauerland bediente Strecken, die hauptsächlich im Straßenraum lagen. Daher setzte sie überwiegend Trambahnlokomotiven ein. Der Vorteil dieser Lokomotiven war, dass die Breite des Zuges schon von vorne erkennbar war, außerdem sollten sie Gefahren durch scheuende Pferde verringern. 1913 wurde bei Henschel in Kassel erstmals eine Heißdampflokomotive beschafft, die erste Heißdampf-Trambahnlokomotive in Deutschland, sie erhielt die Nummer 5 in zweiter Besetzung. Sie bewährte sich gut, die Zugkraft gegenüber den vorhandenen Lokomotiven war um mehr als 50 % höher, bei gleichzeitig geringerem Verbrauch. So waren auch die weiteren Lok-Beschaffungen Heißdampflokomotiven von Henschel, trotz des höheren Wartungsaufwandes. In den Jahren 1919, 1924 und 1925 wurden drei Lokomotiven beschafft und als Nummer 8 bis 10 eingereiht, die Nummern 8 und 9 bekamen zusätzlich die Namen W. SEISSENSCHMIDT und PLETTENBERG bereits ausgemusterter Lokomotiven. Sie waren mit 2550 mm gegenüber den 2300 mm der Lok 5II etwas breiter, damit neben der Schmalspurkupplung auch eine seitlich versetzte Normalspurkupplung mit Puffern Platz hatte. Diese war für das Verschieben von Normalspurwagen im Dreischienengleis der Bahnhöfe Eiringhausen (Plettenberg Staatsbahn) und Plettenberg Oberstadt nötig. Durch den breiteren Lokkasten konnte auch der bei der Lok 5II vorhandene Kohlenkasten am hinteren Ende der Lok entfallen.
1927 wurden noch einmal zwei Lokomotiven beschafft, mit etwas höherem Gewicht und höherem Dampfdruck (13 bar), sie erhielten die Nummern 3 und 4, jeweils in zweiter Besetzung. Dies waren die vorletzten Trambahnlokomotiven, die in Europa gebaut wurden, solche Lokomotiven galten als veraltet. Alle Lokomotiven wurden entsprechend ihrem Verwendungszweck bremstechnisch ausgerüstet, so hatte die Lokomotive 5II bis zuletzt keine Indirekte Bremse und konnte nur im Güterzugdienst verwendet werden. Das weit offene Führerhaus und der Arbeitsplatz neben dem Kessel waren für das Personal sehr belastend. Lok 10 wurde 1960 ausgemustert, Lok 5II 1961, Loks 8 und 9 dann 1962. Lok 4II wurde zunächst noch für eine museale Verwendung aufbewahrt, aber 1964 verschrottet.
Die Lok 3II war zuletzt Reserve für die 1959 beschaffte Diesellokomotive. Sie wurde für den Verschub von Normalspurwagen in Eiringhausen eingesetzt. 1967 liefen die Fristen ab, 1968 wurde die Lok dann an den Deutschen Eisenbahn-Verein verkauft.

### Lok Plettenberg
Die Lok 3II traf 1971 in Bruchhausen-Vilsen ein und erhielt den Namen PLETTENBERG. Nach mehreren Anläufen konnte 1988 mit den Kesselarbeiten begonnen werden, 1991 war die Wiederinbetriebnahme. Seitdem wird sie auf der Museums-Eisenbahn eingesetzt. Die Normalspurpuffer und -kupplung wurden bei der Aufarbeitung entfernt, dafür wurde die Balancierhebelkupplung wieder angebracht. Im Frühjahr 2021 hat die Lokomotive die ursprünglichen Normalspurpuffer wieder erhalten und ist nach dreijähriger Hauptuntersuchung seit 2023 mit ihrer alten Nummer 3 wieder im Einsatz.

## Technische  Merkmale

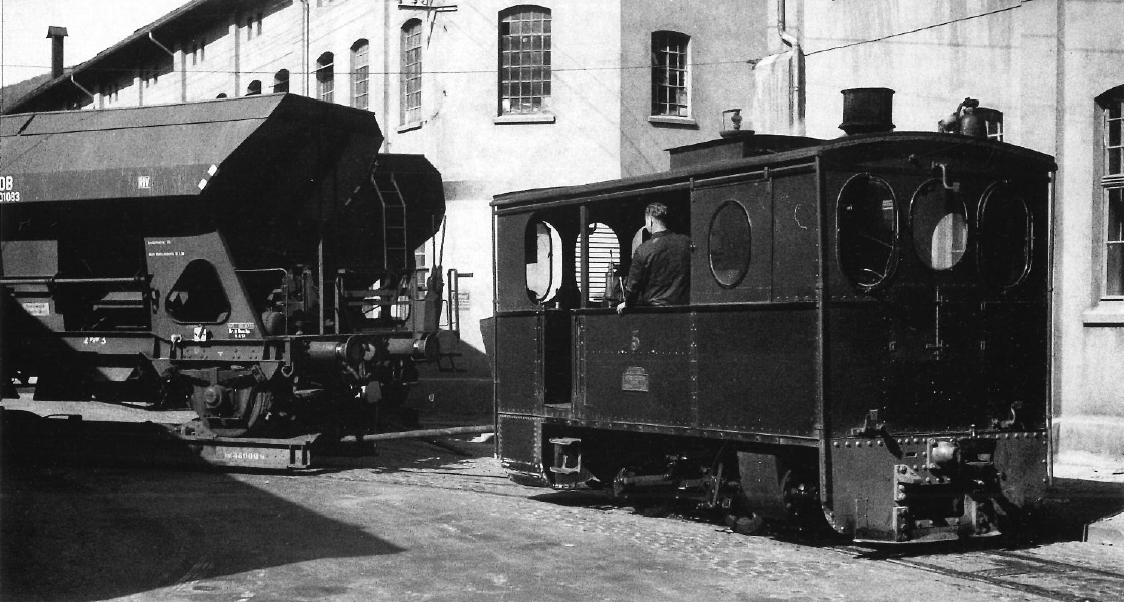
Lokomotive 5^{II} beim Rangieren aus der Zeit um 1950

Die Loks waren Heißdampflokomotiven mit einem Schmidt’schen Kleinrohr-Überhitzer mit nur 11,5 m² Heizfläche. Der Langkessel hatte nur einen Schuss, die Feuerbüchse war aus Kupfer. Die Wasserzufuhr erfolgte über zwei saugenden Strube-Injektoren. Auf dem Kessel saßen zwei Sandbehälter.
Die Konstruktion als Kastenlokomotive führte dazu, dass der Lokführer seitlich des Kessels steht, die Armaturen sind daher seitlich am Kessel befestigt. Zum Schutz von Lokführer und Heizer waren Schiebefenster an der sonst offenen oberen Hälfte der Seitenwand vorhanden. Eine Triebwerksverkleidung gab es nicht.
Die Loks hatten Heusinger-Steuerung mit Kolbenschieber. Der Antrieb erfolgte auf die zweite Achse.
Der Wassertank war im Rahmen aus Blechen untergebracht, außerdem gab es zwei Kästen rechts und links hinten. Kohlen lagen hinter dem Kessel.
Die Loks hatten bis auf die 5II zunächst eine Körting-Saugluftbremse. Später wurden die Loks 8 bis 10 sowie 3II und 4II auf eine Druckluftbremse umgerüstet, sie erhielten Luftbehälter auf dem Dach. Bei Auslieferung hatten die Lokomotiven eine Balancierhebelkupplung mit einem rechteckigen Schlitzpuffer, da die Rollwagen mit Kuppelstange und Bolzen im Schlitzpuffer gekuppelt wurden. Bis auf die 5II besaßen sie zudem seitlich versetzte Normalspur-Puffer und einen entsprechenden Zughaken, um im Dreischienengleis Normalspur-Fahrzeuge bewegen zu können. In den engen Kurven der Strecken war es einfacher, auch die Schmalspurwagen mit einer kurzen Kuppelstange zu kuppeln, die Balancierhebelkupplungen waren damit überflüssig und wurden später entfernt. Außerdem hatten die Lokomotiven ein Latowski-Dampfläutewerk.